# 沃爾夫斯格魯伯巴赫河
51°5′22.3″N 7°34′54.5″E / 51.089528°N 7.581806°E
沃爾夫斯格魯伯巴赫河（德語：Wolfsgruber Bach），是德國的河流，位於該國西部，處於北萊茵-威斯特法倫州，屬於伍珀河的左支流，河道全長1.5公里，流域面積1.2平方公里，河畔城鎮有馬林海德。